# Narrator pierwszoosobowy
Narrator pierwszoosobowy (konkretny) – występuje w gatunkach epickich. Charakteryzuje go użycie w opowiadaniu czasowników w pierwszej osobie liczby pojedynczej lub (rzadziej) mnogiej. Narrator ten jest zazwyczaj znacznie bardziej zindywidualizowany niż narrator trzecioosobowy. Może on być jednym z uczestników opowiadanych wydarzeń, ich świadkiem, kronikarzem lub osobą rekonstruującą minione wypadki. Jego wiedza jest ograniczona – wie jedynie to, czego sam doświadczył, albo co przekazali mu inni.
Opowieść narratora pierwszoosobowego może przyjmować m.in. takie formy jak ustna relacja, autobiografia, pamiętnik, dziennik, listy czy monolog wewnętrzny.